# Windpark Holtriem
Der Windpark Holtriem-Dornum ist ein Windpark in der  ostfriesischen Gemeinde Dornum und in der Samtgemeinde Holtriem und befindet sich auf dem Gebiet der Mitgliedsgemeinden Dornum, Westerholt, Schweindorf und Nenndorf. Bei seiner Eröffnung im Jahr 1998 war er der größte Windpark Europas. Betreiber ist die Windpark Norderland GmbH & Co. Holtriemer Hammrich I.

## Kenndaten
Der Windpark ist seit 1998 in Betrieb. Er verfügt über 31 Windenergieanlagen vom Typ Enercon E-66/15.66. Mitte 2005 wurde der Windpark um vier Anlagen vom Typ Enercon E-70 und drei Enercon E-48 erweitert. Im Jahr 2009 wurden 23 Enercon E-82 errichtet. 2013 wurden fünf weitere Enercon E-82 aufgestellt. Dafür wurden fünf Enercon E-66/15.66 aus dem Jahr 1998 und eine Enercon E-17 aus dem Jahr 1990 abgebaut. Zwischen 2016 und 2017 kamen drei Anlagen des Typs Enercon E-115 dazu. Anfang 2017 wurden sechs Enercon E-101 als Ersatz für acht Anlagen des Typs Enercon E-40/5.40 in Betrieb genommen. Die installierte elektrische Leistung beträgt 207 Mw.

## Windkraftanlage mit Aussichtsplattform
Als Besonderheit ist eine der E-66-Anlagen als Windkraftanlage mit Aussichtsplattform ausgeführt und für die Öffentlichkeit zugänglich. Über eine Wendeltreppe mit 297 Stufen gelangen die Besucher zu der verglasten Aussichtskanzel auf 65 m Höhe.